# 勒潘 (卡尔瓦多斯省)
勒潘（法語：Le Pin，法語發音：[lə pɛ̃] ⓘ）是法国卡尔瓦多斯省的一个市镇，位于该省东部，属于利雪区。

## 地理
勒潘（49°12'41"N, 0°20'7"E）面积11.53 平方千米，位于法国诺曼底大区卡爾瓦多斯省，该省份为法国西北部沿海省份，北濒大西洋英吉利海峡，东北与滨海塞纳省以海上边界相接，东临厄尔省，南至奧恩省，西与芒什省接壤。
与勒潘接壤的市镇（或旧市镇、城区）包括：勒布雷沃当、勒福、穆瓦约、圣菲尔贝德尚、阿涅尔、圣皮埃尔-德科尔梅耶。

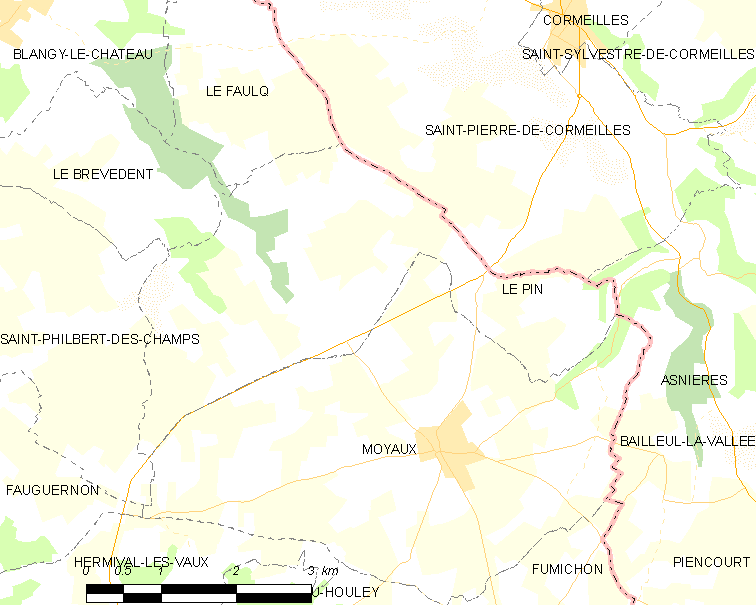
的OSM定位图

勒潘的时区为UTC+01:00、UTC+02:00（夏令时）。

## 行政
勒潘的邮政编码为14590，INSEE市镇编码为14504。

## 政治
勒潘所属的省级选区为蓬莱韦克县。

## 人口

1962-2008年间人口变化图示

勒潘于2022年1月1日时的人口数量为806人。